# Jevgeni Vatoetin
Jevgeni Vatoetin ( Minsk, 9 april 1962) is een Wit-Russische dammer.
Hij werd in 1979 nummer zes en in 1980 (met Aleksandr Dybman) gedeeld winnaar van het jeugdkampioenschap van de Sovjet-Unie. 
Zijn beste klassering in het kampioenschap van de Sovjet-Unie was de 2e plaats (achter Aleksej Tsjizjov en voor Guntis Valneris) in 1990.
Hij werd Wit-Russisch kampioen in 2004, 2008, 2014 en 2018 (gedeeld met Wladzislaw Valjoek). 
Zijn beste resultaten in internationale kampioenschappen zijn de 4e plaats in het Europees kampioenschap 2018 in Moskou en de 6e plaats in het wereldkampioenschap 1990 in Groningen. 

## Resultaten in internationale kampioenschappen
Hij nam zeven keer deel aan het Europees kampioenschap dammen met de volgende resultaten: 
| jaar | locatie   | klassering        |
| ---- | --------- | ----------------- |
| 1995 | Lubliniec | 11e               |
| 2002 | Domburg   | uitg. in 4e ronde |
| 2008 | Tallinn   | 5e                |
| 2012 | Emmen     | 31e               |
| 2014 | Tallinn   | 20e               |
| 2016 | Izmir     | gedeeld 15e       |
| 2018 | Moskou    | 4e                |

Hij nam drie keer deel aan het wereldkampioenschap dammen met de volgende resultaten: 
| jaar | locatie   | klassering     |
| ---- | --------- | -------------- |
| 1990 | Groningen | 6e             |
| 2013 | Oefa      | 2e in B-finale |
| 2017 | Tallinn   | 10e            |